# Nagavakulam
Nagavakulam es una  ciudad censal situada en el distrito de Madurai en el estado de Tamil Nadu (India). Su población es de 23284 habitantes (2011). Se encuentra a 4 km de Madurai.

## Demografía
Según el censo de 2011 la población de Nagavakulam era de 23284 habitantes, de los cuales 11665 eran hombres y 11619 eran mujeres. Nagavakulam tiene una tasa media de alfabetización del 95,21%, superior a la media estatal del 80,09%: la alfabetización masculina es del 97,44%, y la alfabetización femenina del 92,98%.